# Juan David Sierra
Pour les articles homonymes, voir Sierra.
Juan David Sierra, né le 25 janvier 2005 à Rho, est un coureur cycliste italien.

## Biographie
Juan David Sierra est originaire de Rho, une commune située en Lombardie. Il grandit toutefois à Milan. Fils d'une mère calabraise, il possède également un passeport colombien grâce à son père Luis Alberto, né à Buenaventura, et qui s'est installé en Europe au début des années 2000,. Durant son enfance, il s'essaye d'abord au football, mais cette activité ne lui plaît pas. Il se lance finalement dans le cyclisme vers l'âge de sept ans en prenant une licence au club Ciclistica Biringhello, basé sur ses terres natales.
Lors de la saison 2023, il devient triple champion d'Europe juniors, dans la poursuite par équipes, la course à l'américaine et la course aux points. Il se distingue aussi lors des championnats du monde sur piste juniors en décrochant trois médailles, dont une en or dans la poursuite par équipes. Sur route, il termine notamment quatrième du championnat du monde, cinquième du championnat d'Italie, sixième du championnat d'Europe et septième de Gand-Wevelgem juniors. Il s'impose par ailleurs sur diverses compétitions nationales en Italie, principalement grâce à ses qualités de sprinteur.
Après ses bonnes performances, il intègre la réserve de l'équipe Tudor en 2024,. Pour ses débuts espoirs, il remporte une étape du Tour de la Mirabelle, inscrit au calendrier de l'UCI Europe Tour. Il se classe également deuxième d'une étape de la Ronde de l'Isard, ou encore cinquième de Paris-Troyes. L'année suivante, il finit dixième de l'étape inaugurale du Tour de Bretagne. 

## Palmarès sur route
- 2022
  - Gran Premio Fioritura
  - Trofeo Industria Commercio ed Artigianato Gornatese
- 2023
  - Novara-Suno
  - Piccola San Geo
  - Trofeo San Rocco
  - Gran Premio Sportivi Visanesi
  - Trofeo Comune di Maleo
  - 2e de la Liberazione Juniors di Roma
  - 4e du championnat du monde sur route juniors
  - 6e du championnat d'Europe sur route juniors
- 2024
  - 3e étape du Tour de la Mirabelle
- 2025
  - Paris-Troyes

## Palmarès sur piste

### Championnats du monde
| Édition / Épreuve   | Poursuite par équipes | Course aux points | Américaine |
| Cali 2023 (juniors) | Or                    | Argent            | Bronze     |

### Championnats d'Europe
| Édition / Épreuve     | Poursuite par équipes | Course aux points | Américaine |
| Anadia 2023 (juniors) | Or                    | Or                | Or         |
| Anadia 2025 (espoirs) |                       | Or                |            |

### Championnats nationaux
- 2023
  -  Champion d'Italie de la course aux points juniors[7]
  -  Champion d'Italie de poursuite par équipes juniors (avec Etienne Grimod, Matteo Fiorin et Samuele Alari)[8]
  - 3e du championnat d'Italie de l'américaine juniors